# HD 194882
HD 194882，又名BD+59 2228，SAO 32562、HR 7818，是一颗恒星，视星等为6.44，位于銀經94.55，銀緯12.38，其B1900.0坐标为赤經20h 23m 0.6s，赤緯+59° 12.38′ 23″。